# Rjongnim
Rjongnim (hangul: 룡림군, Rjongnim-kun, handzsa: 龍林郡, RR: Ryongrim-kun, ’sárkányerdő’) megye Észak-Koreában, Csagang (Chagang) tartományban. Nevét onnan kapta, hogy a hiedelem szerint sárkányok élnek ezen a magas, erdőkkel borított területen, amely Csagang (Chagang) legmagasabban fekvő megyéje.
1952-ben vált le Kanggjé (Kanggye-)ről.

## Földrajza
Északkeletről Rangnim (Rangrim) megye, északról Szonggan (Sŏnggan), nyugatról Csoncshon (Chŏnch'ŏn), délnyugatról Tongsin megye, délről Dél-Phjongan (P'yŏngan) tartomány Tehung (Taehŭng) megyéje, keletről Dél-Hamgjong (Hamgyŏng) tartomány Csangdzsin (Changjin) megyéje határolja.
Legmagasabb pontja a 2260 méter magas Vagalbong (와갈봉; 臥碣峯, Wagalbong).

## Közigazgatása
1 községből (up (ŭp)) és 12 faluból (ri (ri)) áll:
| - Rjongnim-up (룡림읍; 龍林邑, Ryongrim-ŭp) - Kvangszong-ri (광성리; 廣城里, Kwangsŏng-ri) - Kurjong-ri (구룡리; 九龍里, Kuryong-ri) - Namszang-ri (남상리; 南上里, Namsang-ri) - Namhung-ri (남흥리; 南興里, Namhŭng-ri) - Tojang-ri (도양리; 道陽里, Toyang-ri) - Tumun-ri (두문리; 杜門里, Tumun-ri) | - Rjongmun-ri (룡문리; 龍門里, Ryongmun-ri) - Rjongszang-ri (룡상리; 龍上里, Ryongsang-ri) - Sincshang-ri (신창리; 新昌里, Sinch'ang-ri) - Sinhung-ri (신흥리; 新興里, Sinhŭng-ri) - Cshonszan-ri (천산리; 天山里, Ch'ŏnsan-ri) - Hudzsi-ri (후지리; 厚地里, Huji-ri) |

## Gazdaság
Rjongnim (Ryongrim) megye gazdasága erdőgazdálkodásra, vegyiparra, ruhaiparra és bányászatra épül.

## Oktatás
Rjongnim (Ryongrim) megye egy mezőgazdasági főiskolának, 18 iskolának ad otthont. Emellett saját könyvtárral is rendelkezik.

## Egészségügy
A megye kb. 20 egészségügyi intézménnyel rendelkezik, köztük saját kórházzal.

## Közlekedés
A megye közutakon Hamhung és Kanggje (Kanggye) felől közelíthető meg.